# Spencer Verbiest
Spencer Verbiest (Merksem, 6 februari 1984) is een Belgisch voetbalcoach en voormalig voetballer. Verbiest genoot zijn jeugdopleiding bij onder meer KFC Germinal Ekeren en AA Gent en stond als profvoetballer onder contract bij sc Heerenveen, Royal Antwerp FC, Waasland-Beveren en SC City Pirates Antwerpen.

## Clubstatistieken
| Club       | Seizoen    | Totaal aantal wedstrijden | Competitie- wedstrijden | Doelpunten |    |   |
| ---------- | ---------- | ------------------------- | ----------------------- | ---------- | -- | - |
| Antwerp FC | 2005-06    | 37                        | 24                      | 0          | 3  | 1 |
| Antwerp FC | 2006-07    | 45                        | 36                      | 3          | 8  | 1 |
| Antwerp FC | 2007-08    | 32                        | 23                      | 2          | 8  | 0 |
| Antwerp FC | 2008-09    | 19                        | 18                      | 0          | 2  | 1 |
| Antwerp FC | 2009-10    | 18                        | 7                       | 0          | 2  | 0 |
| Totaal     |            | 151                       | 108                     | 5          | 23 | 3 |
| Bijgewerkt | 27-09-2009 |                           |                         |            |    |   |

## Trainerscarrière
Na zijn spelerscarrière ging Verbiest aan de slag als jeugdtrainer bij zijn ex-club Antwerp FC. In 2022 zou hij aanvankelijk beloftentrainer van SC City Pirates Antwerpen worden, maar na het vertrek van hoofdtrainer Kevin Van Haesendonck (die T2 werd in KVC Westerlo) kreeg Verbiest er meteen de functie van T1.